# Pribina
Pribina (800 circa – 861) fu un aristocratico slavo, principe di Nitra e duca della Bassa Pannonia.
Riportata nella Conversio Bagoariorum et Carantanorum, un'opera storica scritta nell'870, la sua travagliata biografia mette in luce le fragilità e le instabilità politiche delle frontiere franco-slave del suo tempo. Pribina fu il primo sovrano di origine slava a costruire una chiesa cristiana in territorio slavo a Nitra, oltre ad aver accettato per primo il battesimo.
Attaccato ed allontanato dalla sua patria da Mojmír I, duca di Moravia, Pribina fuggì prima alla corte di Ratpot, uno dei signori di confine attivo nel regno dei Franchi orientali. Da allora in poi, vagò per l'Europa centrale e quella sudorientale per diversi anni. Alla fine, intorno al termine degli anni 830, Ludovico il Germanico, re dei Franchi orientali concesse a Pribina le terre vicine al lago Balaton (oggi Ungheria) dove fondò il proprio principato sotto la sovranità del monarca. Il nobile perì combattendo in una battaglia contro i moravi nell'861.

## Biografia

### Primi anni
Secondo una notazione marginale alla Conversio Bagoariorum et Carantanorum che è stata ormai incorporata nel suo testo principale, le terre allodiali di Pribina erano situate a Nitrava ultra Danuvium, dove l'arcivescovo Adalram di Salisburgo (821-836) consacrò una chiesa. Dato che Nitrava è stata identificata, anche se non all'unanimità, con la moderna Nitra in Slovacchia, si ritiene che Pribina abbia amministrato la grande fortezza altomedievale realizzata in quella città. La consacrazione della chiesa di Nitrava avvenne intorno all'827, ragion per cui risultò la prima di tutta l'Europa orientale la cui esistenza è documentata per iscritto. Che l'edificio religioso fu consacrato per lo stesso Pribina (che, tuttavia, rimase ancora un catecumeno) o per sua moglie resta un mistero irrisolto. Pare che l'uomo fosse un membro della famiglia aristocratica bavarese dei Guglielmini.
Se Pribina avesse mantenuto Nitrava in qualità di luogotenente di Mojmír I, il primo sovrano conosciuto della Moravia, o se fosse stato forse il secondo o il terzo principe di un principato slavo indipendente è ancora dibattuto dagli storici moderni. La migliore fonte relativa alla sua vita, la Conversio non lo considera tuttavia mai un dux (gentilis). Tuttavia, stando allo scritto medievale, "dovette arretrare dietro il Danubio a causa di Mojmir, duca dei Moravi", una ritirata avvenuta poco dopo che la difesa delle marche orientali nel regno dei Franchi orientali era stata spazzata via da Ratpot intorno all'833.

### Girandola di fughe
Dopo essere stato espulso, Pribina fuggì da Ratpot, colui che lo presentò poi a Ludovico il Germanico. Il re ordinò che Pribina andasse battezzato nella chiesa di Traismauer, in Austria, e che poi si unisse con i suoi uomini fedeli all'esercito di Ratpot. Nel giro di poco tempo, tuttavia, Ratpot e Pribina si scontrarono e quest'ultimo, temendo per la propria vita, fuggì con suo figlio Kocel nel Primo Impero bulgaro. Tuttavia, re Malamir di Bulgaria aveva ormai stipulato una pace con i Franchi orientali, ragion per cui la proposta di Pribina di scatenare le ostilità si risolse in un nulla di fatto.
In seguito, Pribina partì per la Bassa Pannonia, la regione governata dal principe slavo di nome Ratimir. Poiché la Pannonia meridionale faceva parte della prefettura di Ratpot, come si è detto nemico di Pribina, l'ospitalità offerta all'aristocratico di Nitra ad opera di Ratimir equivaleva alla volontà di dare vita a una ribellione. Per evitare che la situazione peggiorasse, Pribina spinse il suo seguito di soldati a trovare rifugio presso il conte di Carniola, Salacio. In breve tempo quest'ultimo meditò una riconciliazione tra Ratpot e Pribina.
Ludovico il Germanico escogitò in quel frangente un piano per risolvere l'instabilità in corso nella Bassa Pannonia facendo di Pribina stesso il nuovo governante cliente di quella regione. Il 10 gennaio 846, su richiesta dei suoi seguaci, il re concesse a Pribina le terre vicino al lago Balaton sul fiume Zala, dove avrebbe governato come fedele dux ("duca" di Ludovico il Germanico).
(Conversio Bagoariorum et Carantanorum)

### Duxnella Bassa Pannonia

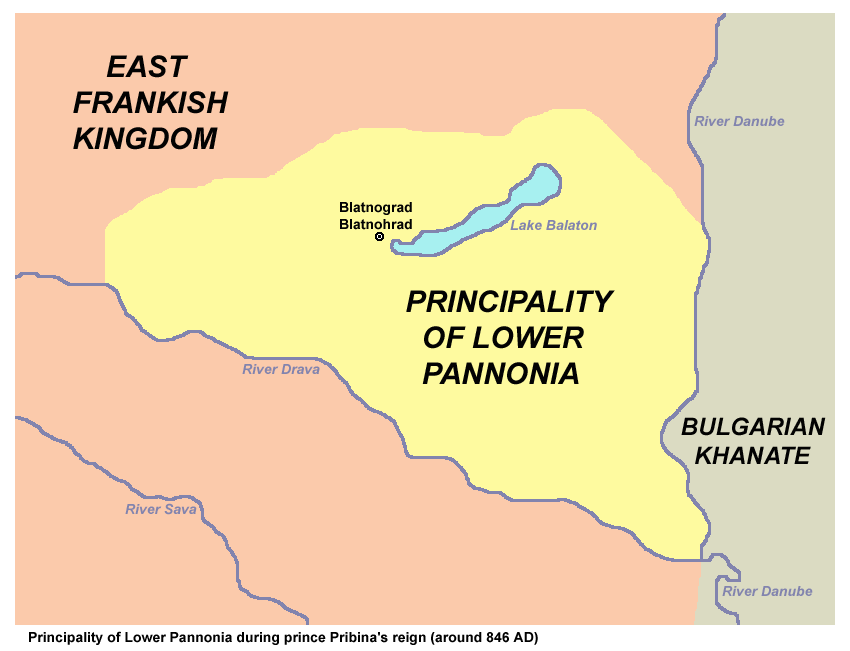
Principato della Bassa Pannonia sotto il dominio di Pribina

Il compito principale di Pribina era quello di radunare i gruppi di Slavi che si dirigevano con l'intenzione di espandersi in varie direzioni mantenendoli fedeli ai Franchi. A questo scopo, iniziò a costruire nell'846 una grande fortezza come sede del potere nella regione del lago Balaton, in una zona nei dintorni della moderna Zalavár circondata da foreste e paludi lungo il fiume Zala. Il suo castello estremamente robusto, divenuto noto come Blatnohrad (Blatnograd) o Moosburg ("Fortezza della palude") serviva da baluardo sia contro i Bulgari sia con i Moravi. L'autorità di Pribina si estendeva dal fiume Raab fino a nord, da Pécs a sud-est e da Ptuj a ovest.
Pribina si impegnò a cristianizzare la popolazione locale e costruì delle chiese nella regione. Su sua richiesta, l'arcivescovo di Salisburgo consacrò un certo numero di edifici religiosi nella Bassa Pannonia, tra cui una nella moderna Pécs. Pribina donò inoltre trecento fattorie e vigneti su un'altura del fiume Zala al monastero di Niederaltaich, evento confermato nell'860 da Ludovico il Germanico.
A quanto si desume, Pribina svolse un ruolo di primo piano nelle campagne del re dei Franchi contro Mojmir I di Moravia. Ad esempio, nell'846 il re eseguì un generoso dono di cento fattorie nelle marche bavaresi, forse per aiutare a rifornire le truppe di Pribina nella prossima campagna. Inoltre, nell'847 Ludovico il Germanico convertì tutti i benefici di Pribina vicino al lago Balaton, eccetto quelli che possedeva perché assegnati dall'arcivescovo di Salisburgo, in suoi feudi, al fine di ricompensarlo per il suo fedele servizio, presumibilmente nelle recenti campagne contro i Boemi e i Moravi.
Vi è qualche incertezza sulla morte di Pribina. Potrebbe essere stato ucciso in una battaglia con i Moravi al fianco del figlio di Ludovico il Germanico, Carlomanno, in una rivolta contro il re, oppure potrebbe essere stato catturato e consegnato ai Moravi da Carlomanno. Suo figlio Kocel fu insediato come sovrano della Bassa Pannonia nel 864 di Ludovico il Germanico.

## Lascito
In suo onore è stata istituita l'onorificenza della Croce di Pribina.